# Tín hiệu Wow!

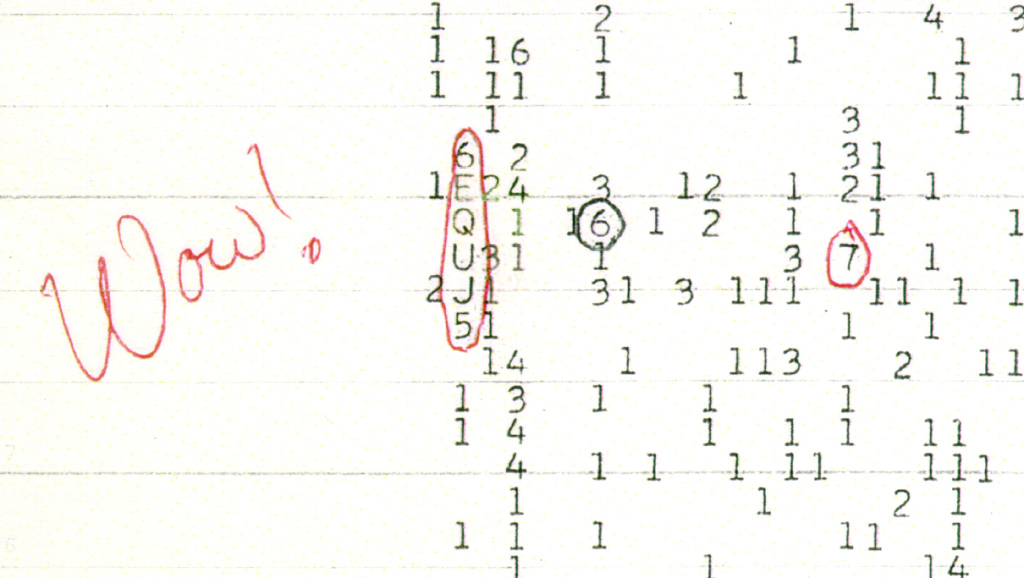
Tín hiệu Wow! được ghi lại là "6EQUJ5". Bản in gốc có chữ "Wow!" viết tay của Ehman được Ohio History Connection lưu giữ.

Tín hiệu Wow! là một tín hiệu vô tuyến băng tần hẹp mạnh dài 72 giây được Kính viễn vọng vô tuyến Đại học Tiểu bang Ohio (biệt danh là "Big Ear") của Đại học Tiểu bang Ohio phát hiện vào ngày 15 tháng 8 năm 1977. Tín hiệu Wow! dường như đến từ hướng của chòm sao Nhân Mã. Một số người cho rằng tín hiệu Wow! có thể là dấu hiệu của sự sống ngoài Trái Đất, do đó, tín hiệu này sau đó được sử dụng để hỗ trợ tìm kiếm trí thông minh ngoài Trái Đất.
Vài ngày sau khi dữ liệu được ghi lại, nhà thiên văn học Jerry R. Ehman đã phát hiện ra tín hiệu bất thường này. Ehman đã rất ngạc nhiên với tín hiệu này đến nỗi ông đã khoanh vào bản in dữ liệu đoạn "6EQUJ5" và viết "Wow!" bên cạnh, từ đó tên "Wow!" được sử dụng rộng rãi cho tín hiệu này.
Kể từ khi được phát hiện, tín hiệu Wow! đã không được phát hiện thêm bất chấp nhiều nỗ lực sau đó của Ehman và những người khác. Một số giả thuyết đã được đưa ra để giải thích về nguồn gốc của tín hiệu này, bao gồm các nguồn tự nhiên và nhân tạo, nhưng không có giả thuyết nào giải thích thỏa đáng về nguồn gốc của tín hiệu.

## Bối cảnh
Trong một bài báo năm 1959, nhà vật lý Philip Morrison và Giuseppe Cocconi của Đại học Cornell suy đoán rằng bất kỳ nền văn minh ngoài Trái Đất nào liên lạc qua tín hiệu vô tuyến đều có thể sử dụng tín hiệu vô tuyến có tần số 1.420 megahertz (vạch quang phổ 21 cm) vốn được hydro – nguyên tố phổ biến nhất trong vũ trụ do đó có thể quen thuộc với tất cả các nền văn minh có công nghệ tiên tiến – phát ra tự nhiên.
Năm 1973, sau khi kết thúc một cuộc khảo sát rộng rãi về các nguồn vô tuyến ngoài thiên hà, Đại học Tiểu bang Ohio đã thực hiện một chương trình tìm kiếm trí thông minh ngoài Trái Đất (SETI) sử dụng Kính viễn vọng vô tuyến Đại học Tiểu bang Ohio (biệt danh là "Big Ear"). Đây là chương trình SETI quy mô đầy đủ dài nhất trong lịch sử. Kính viễn vọng vô tuyến Đại học Tiểu bang Ohio được đặt gần Đài thiên văn Perkins trong khuôn viên Đại học Ohio Wesleyan ở Delaware, Ohio.
Năm 1977, Ehman làm việc tại dự án SETI với tư cách tình nguyện viên; công việc của ông liên quan đến việc phân tích bằng tay một lượng lớn dữ liệu được xử lý bằng máy tính IBM 1130 và ghi lại trên giấy in dòng. Trong khi xem xét dữ liệu được thu thập vào ngày 15 tháng 8 lúc 22:16 EDT (02:16 UTC), ông đã phát hiện ra một loạt giá trị về cường độ và tần số tín hiệu kỳ lạ khiến ông và các đồng nghiệp phải kinh ngạc. Sự kiện này sau đó đã được người đứng đầu đài quan sát ghi lại chi tiết kỹ thuật.

## Đo đạc tín hiệu

Biểu đồ cường độ tín hiệu theo thời gian.

Dãy 6EQUJ5 thường bị hiểu lầm là thông điệp được mã hóa trong tín hiệu vô tuyến, nhưng trên thực tế dãy này thể hiện sự thay đổi cường độ của tín hiệu theo thời gian. Tín hiệu này dường như là sóng liên tục không điều chế (unmodulated continuous wave), mặc dù bất kỳ tín hiệu điều chế nào có thời gian dưới 10 giây hoặc dài hơn 72 giây sẽ không thể được phát hiện.